# Deutsche Leichtathletik-Meisterschaften 1998/Resultate
Der Hauptteil der Wettbewerbe bei den 98. Deutschen Leichtathletik-Meisterschaften wurde zwischen dem 3. und 5. Juli 1998 in Berlin ausgetragen.
In der hier vorliegenden Auflistung werden die in den verschiedenen Wettbewerben jeweils ersten acht platzierten Leichtathletinnen und Leichtathleten aufgeführt. Eine Übersicht mit den Medaillengewinnerinnen und -gewinnern sowie einigen Anmerkungen zu den Meisterschaften findet sich unter dem Link Deutsche Leichtathletik-Meisterschaften 1998.
Wie immer gab es zahlreiche Disziplinen, die zu anderen Terminen an anderen Orten stattfanden – in den folgenden Übersichten jeweils konkret benannt.

## Meisterschaftsresultate Männer

### 100 m
| Platz | Athlet, Verein                                 | Zeit (s) |
| ----- | ---------------------------------------------- | -------- |
| 1     | Marc Blume (TV Wattenscheid)                   | 10,58    |
| 2     | Holger Blume (TV Wattenscheid)                 | 10,58    |
| 3     | Patrick Schneider (LG Salamander Kornwestheim) | 10,60    |
| 4     | Thomas Prange (LC Paderborn)                   | 10,66    |
| 5     | Florian Gamper (Eintracht Frankfurt)           | 10,71    |
| 6     | Eduard Martin (SG Ludwigsburg)                 | 10,71    |
| 7     | Alexander Kosenkow (TV Wattenscheid)           | 10,78    |
| 8     | Patrick Weimer (MTG Mannheim)                  | 10,78    |

Datum: 4. Juli
Wind: ±0,0 m/s

### 200 m
| Platz | Athlet, Verein                            | Zeit (s) |
| ----- | ----------------------------------------- | -------- |
| 1     | Daniel Bittner (TSV Bayer Leverkusen)     | 20,82    |
| 2     | Manuel Milde (SCC Berlin)                 | 20,87    |
| 3     | Florian Gamper (Eintracht Frankfurt)      | 20,95    |
| 4     | Jürgen Urban (LAC Quelle Fürth/München)   | 21,14    |
| 5     | Tobias Roese (LG Salamander Kornwestheim) | 21,19    |
| 6     | Roger Gräber (LC Rehlingen)               | 21,26    |
| 7     | Andreas Ruth (LC Rehlingen)               | 21,37    |
| 8     | Alexander Lack (SC Magdeburg)             | 21,76    |

Datum: 5. Juli
Wind: +1,9 m/s

### 400 m
| Platz | Athlet, Verein                              | Zeit (s) |
| ----- | ------------------------------------------- | -------- |
| 1     | Stefan Letzelter (USC Mainz)                | 46,49    |
| 2     | Klaus Ehrnsperger (TSV Bayer 04 Leverkusen) | 46,60    |
| 3     | Jens Dautzenberg (Alemannia Aachen)         | 46,61    |
| 4     | Lars Figura (Werder Bremen)                 | 47,08    |
| 5     | Alexander Müller (LAC Halensee Berlin)      | 47,09    |
| 6     | Michael Dragu (LG Ratio Münster)            | 47,10    |
| 7     | Julian Voelkel (TSV Bayer 04 Leverkusen)    | 47,41    |
| 8     | René Oblong (TSV Bayer 04 Leverkusen)       | 48,03    |

Datum: 4. Juli

### 800 m
| Platz | Athlet, Verein                                | Zeit (min) |
| ----- | --------------------------------------------- | ---------- |
| 1     | Nico Motchebon (LAC Quelle Fürth/München)     | 1:47,99    |
| 2     | Nils Schumann (SV Creaton Großengottern)      | 1:48,02    |
| 3     | Mark Eplinius (LG Nike Berlin)                | 1:48,88    |
| 4     | Oliver Poeschl (LAV Bayer Uerdingen/Dormagen) | 1:49,19    |
| 5     | Darko Leo (LAC Quelle Fürth/München)          | 1:49,61    |
| 6     | Lars Jucken (TuS Köln rrh. 1874)              | 1:49,94    |
| 7     | Marcus Brede (SV Saar 05 Saarbrücken)         | 1:50,66    |
| 8     | Christian Ermert (ASV Köln)                   | 1:57,21    |

Datum: 5. Juli

### 1500 m
| Platz | Athlet, Verein                           | Zeit (min) |
| ----- | ---------------------------------------- | ---------- |
| 1     | Dieter Baumann (TSV Bayer 04 Leverkusen) | 3:42,00    |
| 2     | Rüdiger Stenzel (TV Wattenscheid 01)     | 3:42,06    |
| 3     | Dirk Heinze (LAC Quelle Fürth/München)   | 3:43,67    |
| 4     | Michael Gottschalk (OSC Berlin)          | 3:43,74    |
| 5     | Sören Salow (LAC Chemnitz)               | 3:46,61    |
| 6     | Jan Fitschen (TV Wattenscheid 01)        | 3:47,47    |
| 7     | Thomas Kreutz (TV Herxheim)              | 3:50,12    |
| 8     | Ansgar Lenfers (LG Olympia Dortmund)     | 3:50,41    |

Datum: 5. Juli

### 5000 m
| Platz | Athlet, Verein                                | Zeit (min) |
| ----- | --------------------------------------------- | ---------- |
| 1     | Dieter Baumann (TSV Bayer 04 Leverkusen)      | 13:20,56   |
| 2     | Stéphane Franke (SCC Berlin)                  | 13:26,17   |
| 3     | Jirka Arndt (SCC Berlin)                      | 13:58,27   |
| 4     | Michael Fietz (LG Ratio Münster)              | 14:00,16   |
| 5     | Thorsten Naumann (USC Mainz)                  | 14:05,18   |
| 6     | Jens Karraß (SCC Berlin)                      | 14:05,69   |
| 7     | Sebastian Hallmann (LAC Quelle Fürth/München) | 14:06,76   |
| 8     | Christian Fischer (Korschenbroicher LC)       | 14:07,02   |

Datum: 4. Juli

### 10.000 m
| Platz | Athlet, Verein                           | Zeit (min) |
| ----- | ---------------------------------------- | ---------- |
| 1     | Dieter Baumann (TSV Bayer 04 Leverkusen) | 27:53,59   |
| 2     | Carsten Eich (LAC Quelle Fürth/München)  | 28:12,46   |
| 3     | Jirka Arndt (SCC Berlin)                 | 29:00,07   |
| 4     | Sebastian Bürklein (TV Wattenscheid 01)  | 29:03,16   |
| 5     | Thorsten Naumann (USC Mainz)             | 29:20,26   |
| 6     | Michael Fietz (LG Ratio Münster)         | 29:28,22   |
| 7     | Jürgen Kerl (LG Göttingen)               | 29:56,51   |
| 8     | Christian Fischer (Korschenbroicher LC)  | 30:09,18   |

Datum: 23. Mai
fand in Lindau (Bodensee) statt

### Halbmarathon
| Platz | Athlet, Verein                          | Zeit (h) |
| ----- | --------------------------------------- | -------- |
| 1     | John Schondelmayer (SG Ludwigsburg)     | 1:02:42  |
| 2     | Hartwig Potthin (LG Hohenfels)          | 1:04:48  |
| 3     | Steffen Benecke (TSG Bergedorf)         | 1:04:55  |
| 4     | Christian Fischer (Korschenbroicher LC) | 1:04:59  |
| 5     | Heiko Schinkitz (SG Adelsberg)          | 1:05:14  |
| 6     | Jens Borrmann (LG Dresdner SC)          | 1:05:14  |
| 7     | Robert Langfeld (Korschenbroicher LC)   | 1:05:17  |
| 8     | Carsten Ender (SC DHfK Leipzig)         | 1:05:18  |

Datum: 28. März
fand in Potsdam statt

### Halbmarathon, Mannschaftswertung
| Platz | Verein, Besetzung                                                                 | Zeit (h) |
| ----- | --------------------------------------------------------------------------------- | -------- |
| 1     | Korschenbroicher LC (Christian Fischer, Robert Langfeld, Holger Ahrenberg)        | 3:17:22  |
| 2     | LG Bonn/Troisdorf/Niederkassel (Hendrik Simon, Maximilian Bahn, Oliver Mintzlaff) | 3:17:26  |
| 3     | LG Braunschweig (Rainer Huth, Thorsten Witte, Mario Burger)                       | 3:19:48  |
| 4     | LAC Quelle Fürth/München (Michael Hass, Eike Loch, Klaus-Peter Nabein)            | 3:20:52  |
| 5     | SC DHfK Leipzig (Carsten Ender, Matthias Körner, Torsten Grube)                   | 3:21:22  |
| 6     | SG Adelsberg (Heiko Schinkitz, Axel Petsch, Koritz)                               | 3:23:29  |
| 7     | TSG Bergedorf (Steffen Benecke, Bernd Trommer, Andreas Hünerberg)                 | 3:24:27  |
| 8     | LAV Bayer Uerdingen/Dormagen (Claus Seifert, Bernd Czarnietzky, Koch)             | 3:25:25  |

Datum: 28. März
fand in Potsdam statt

### Marathon
| Platz | Athlet, Verein                            | Zeit (h) |
| ----- | ----------------------------------------- | -------- |
| 1     | Stephan Freigang (LC Cottbus)             | 2:12:58  |
| 2     | Michael Fietz (LG Ratio Münster)          | 2:13:51  |
| 3     | Dirk Schinkoreit (LC Cottbus)             | 2:19:15  |
| 4     | Jens Karraß (SCC Berlin)                  | 2:19:39  |
| 5     | Robert Langfeld (Korschenbroicher LC)     | 2:20:02  |
| 6     | Stefan Wohllebe (TV Waldstraße Wiesbaden) | 2:20:51  |
| 7     | Steffen Benecke (TSG Bergedorf)           | 2:22:03  |
| 8     | Michael Hass (LAC Quelle Fürth/München)   | 2:22:43  |

Datum: 25. Oktober
fand im Rahmen des Frankfurt-Marathons statt

### Marathon, Mannschaftswertung
| Platz | Verein, Besetzung                                                            | Zeit (h) |
| ----- | ---------------------------------------------------------------------------- | -------- |
| 1     | LAC Quelle Fürth/München (Michael Hass, Habib Boukechab, Eike Loch)          | 7:09:15  |
| 2     | LG Bäderkreis Calw (Peter-Georg Kapitza, Oliver Staiger, Ludwig Brugger)     | 7:37:33  |
| 3     | LG Lemgo (Bernd Weber, Nobert Borgers, Arne Wendt)                           | 7:43:28  |
| 4     | Turnverein Hasse-Winterbek Kiel (Frank Hahn, Stefan Sellmer, Dr. Arnd Böhle) | 7:48:27  |
| 5     | LG Bernkastel-Wittlich (Holger Teusch, Michael Adamietz, Thomas Koch)        | 7:52:33  |
| 6     | SV Saar 05 Saarbrücken (Arnold Czaja, Jacob, Joachim Rieder)                 | 7:53:15  |
| 7     | TV Geiselhöring 1862 (Michael Braun, Matajka, Erich Weinzierl)               | 7:59:24  |
| 8     | Spiridon Frankfurt (Adrian Wodniok, Thomas Weber, Alexander Wreth)           | 8:00:41  |

Datum: 25. Oktober
fand im Rahmen des Frankfurt-Marathons statt

### 100-km-Straßenlauf
| Platz | Athlet, Verein                           | Zeit (h) |
| ----- | ---------------------------------------- | -------- |
| 1     | Rainer Müller (LTF Marpingen)            | 6:27:20  |
| 2     | Manfred Murk (LAV Husum)                 | 6:56:22  |
| 3     | Michael Sommer (Eichenkreuz Schwaikheim) | 6:59:39  |
| 4     | Jörg Hooß (LTF Marpingen)                | 7:08:55  |
| 5     | Holger Schieberle (SG Langenfeld)        | 7:10:43  |
| 6     | Volkmar Mühl (SSC Hanau-Rodenbach)       | 7:12:51  |
| 7     | Volker Becker-Wirbel (LTF Marpingen)     | 7:12:51  |
| 8     | Heinrich Karlsohn (Lauffreunde Bönen)    | 7:17:16  |

Datum: 12. September
fand in Neuwittenbek bei Kiel statt

### 100-km-Straßenlauf, Mannschaftswertung
| Platz | Verein, Besetzung                                                          | Zeit (h) |
| ----- | -------------------------------------------------------------------------- | -------- |
| 1     | LTF Marpingen I (Rainer Müller, Jürgen Hooß, Volker Becker-Wirbel)         | 20:49:06 |
| 2     | SSC Hanau-Rodenbach (Volkmar Mühl, Heinz-Werner Janicke, Dr. Stefan Hinze) | 23:23:46 |
| 3     | VfB Fallersleben (Hans-Günter Wolff, Frank Balzer, Eberhard Frixe)         | 24:23:20 |
| 4     | LC Duisburg (Joachim Rösen, Peter Wölwer, Andreas Jablonski)               | 27:22:54 |
| 5     | LG Albatros Kiel (Matthias Waesch, Johannes Feldhusen, Frank Zimmermann)   | 27:54:18 |
| 6     | LAV Hamburg-Nord (Stephan Zemke, Burghardt Leu, Hartmut Feldmann)          | 29:14:36 |
| 7     | LTF Marpingen II (Albert Kirsch, Alois Klinkner, Norbert Wollny)           | 32:36:47 |

Datum: 12. September
fand in Neuwittenbek bei Kiel statt
nur 7 Mannschaften in der Wertung

### 110 m Hürden
| Platz | Athlet, Verein                                 | Zeit (s) |
| ----- | ---------------------------------------------- | -------- |
| 1     | Falk Balzer (TuS Jena)                         | 13,27    |
| 2     | Mike Fenner (LG Nike Berlin)                   | 13,32    |
| 3     | Florian Schwarthoff (LAC Quelle Fürth/München) | 13,34    |
| 4     | Jérôme Crews (MTG Mannheim)                    | 13,71    |
| 5     | Ralf Leberer (SSV Ulm 1846)                    | 13,77    |
| 6     | Ralf Ruth (LC Rehlingen)                       | 14,02    |
| 7     | Jan Schindzielorz (LAC Quelle Fürth/München)   | 14,18    |
| 8     | Eric Kaiser (SC Riesa)                         | 14,23    |

Datum: 5. Juli
Wind: −1,0 m/s

### 400 m Hürden
| Platz | Athlet, Verein                                  | Zeit (s) |
| ----- | ----------------------------------------------- | -------- |
| 1     | Thomas Goller (LG Dresdner SC)                  | 50,38    |
| 2     | Steffen Kolb (LG Offenburg)                     | 50,75    |
| 3     | Stefan Bönisch (MTV Ingolstadt)                 | 51,12    |
| 4     | Aljoscha Nemitz (LG Nike Berlin)                | 51,19    |
| 5     | Jan Schneider (CVJM Siegen)                     | 51,56    |
| 6     | Sebastian Aryee (KSV Kevelaer)                  | 52,29    |
| 7     | Dirk Riekmann (Turnverein Hasse-Winterbek Kiel) | 52,45    |
| 8     | Stephan Striezel (TV Wattenscheid 01)           | 52,73    |

Datum: 4. Juli

### 3000 m Hindernis
| Platz | Athlet, Verein                                | Zeit (min) |
| ----- | --------------------------------------------- | ---------- |
| 1     | Damian Kallabis (SCC Berlin)                  | 8:24,62    |
| 2     | Mark Ostendarp (TV Wattenscheid 01)           | 8:25,51    |
| 3     | Martin Strege (SV Creaton Großengottern)      | 8:27,90    |
| 4     | Ralf Aßmus (SV Creaton Großengottern)         | 8:29,88    |
| 5     | André Green (LG Wedel-Pinneberg)              | 8:35,88    |
| 6     | Christian Knoblich (LAC Quelle Fürth/München) | 8:40,65    |
| 7     | Thorsten Witte (LG Braunschweig)              | 8:42,43    |
| 8     | Kim Bauermeister (SG Gomaringern-Pliezhausen) | 8:45,29    |

Datum: 5. Juli

### 4 × 100 m Staffel
| Platz | Verein, Besetzung                                                                                 | Zeit (s) |
| ----- | ------------------------------------------------------------------------------------------------- | -------- |
| 1     | MTG Mannheim (Michael Schäfer, Jérôme Crews, Andreas Schofer, Patrick Weimer)                     | 39,51    |
| 2     | TV Wattenscheid 01 (Alexander Kosenkow, Holger Blume, Michael Huke, Marc Blume)                   | 39,90    |
| 3     | LC Rehlingen (Ralf Ruth, Roger Gräber, Andreas Ruth, Uwe Eisenbeis)                               | 39,98    |
| 4     | ASV Köln (Jacek Balin, Thorsten Knöpker, Marlo Pfeiler, Manuel Nieß)                              | 40,63    |
| 5     | LAC Quelle Fürth/München (Thomas Hüttinger, Jörg Deerberg, Jürgen Urban, Michael Dietz)           | 40,81    |
| 6     | TSV Bayer 04 Leverkusen (Thorsten Schnitzler, Dr. Frank Kobor, Daniel Bittner, Aleks Zaharijevic) | 41,00    |
| 7     | LG Filder (Gunnar Walter, Joachim Büchele, Stefan Russ, Daniel Pape)                              | 41,54    |
| DSQ   | LG Salamander Kornwestheim (Mike Höschele, Patrick Schneider, Tobias Roese, Thorsten Schulz)      |          |

Datum: 4. Juli

### 4 × 400 m Staffel
| Platz | Verein, Besetzung                                                                                       | Zeit (min) |
| ----- | --- | ---------- |
| 1     | TSV Bayer 04 Leverkusen I (René Oblong, Daniel Bittner, Klaus Ehrnsperger, Julian Voelkel)              | 3:07,51    |
| 2     | LAC Quelle Fürth/München (Norbert Wörlein, Faliero Graiani, Oliver Daum, Nico Motchebon)                | 3:08,97    |
| 3     | LG Olympia Dortmund (Marcel Dornieden, Tobias Schlitzer, Ulrich Schnorrenberger, Marc-Alexander Scheer) | 3:09,17    |
| 4     | ASV Köln (Marlo Pfeiler, Thorsten Knöpker, Achim Baldus, Manuel Nieß)                                   | 3:09,59    |
| 5     | LAC Halensee Berlin (Marco Weigelt, Kofi Amoah Prah, Jan Lenzke, Alexander Müller)                      | 3:12,18    |
| 6     | LAV Bayer Uerdingen/Dormagen (Arne Macher, Thomas Heinrichs, Olaf Günther, Oliver Poeschl)              | 3:12,38    |
| 7     | Alemannia Aachen (Michael Metter, Jens Dautzenberg, Stefan Kirschstein, Alexander Knitsch)              | 3:13,23    |
| 8     | TSV Bayer 04 Leverkusen II (Marco Haas, Lars Kausch, Markus Rau, Daniel Hechler)                        | 3:13,95    |

Datum: 5. Juli

### 4 × 800 m Staffel
| Platz | Verein, Besetzung                                                                   | Zeit (min) |
| ----- | ----------------------------------------------------------------------------------- | ---------- |
| 1     | LAC Quelle Fürth/München (Thomas Dietrich, Joachim Dehmel, Darko Leo, Oliver Daum)  | 7:29,77    |
| 2     | LG Olympia Dortmund (Jan Finke, Stefan Peltzer, Tobias Schlitzer, Tobias Dertmann)  | 7:32,12    |
| 3     | LAV Bayer Uerdingen/Dormagen (Olaf Günther, Waage, Ruckes, Oliver Poeschl)          | 7:32,33    |
| 4     | SV Saar 05 Saarbrücken (Blick, Lothar Altmeyer, Brüning, Marc Brede)                | 7:41,16    |
| 5     | CVJM Siegen (Enders, Markus Eichentopf, Maik Boller, Steffen Co)                    | 7:46,88    |
| 6     | Eintracht Frankfurt (Hofmann, Ralf Schröder, Tom Syring, Daniel Limburger)          | 7:47,50    |
| 7     | LG Neckar Erms (Albrecht Bauer, Alexander Baum, Michael Schäfer, Tobias Rottenbach) | 7:48,00    |
| 8     | TG Heilbronn (Michael Eppel, Patrick Sewell, Marcel Meyer, Michael Häffner)         | 7:49,74    |

Datum: 28. Juni
fand in Berlin im Rahmen der Deutschen Jugendmeisterschaften statt

### 4 × 1500 m Staffel
| Platz | Verein, Besetzung                                                                               | Zeit (min) |
| ----- | ----------------------------------------------------------------------------------------------- | ---------- |
| 1     | LAC Quelle Fürth/München (Sebastian Hallmann, Carsten Eich, Christian Knoblich, Dirk Heinze)    | 15:19,44   |
| 2     | TV Wattenscheid 01 (Felix Leiter, Jan Fitschen, Carsten Schütz, Mark Ostendarp)                 | 15:22,63   |
| 3     | LAC Veltins Hochsauerland (Sven Kost, Torsten Kühn, Michael Busch, Torsten Kallweit)            | 15:38,45   |
| 4     | LG Braunschweig (Kai-Uwe Huth, Marco Rohrer, Jörn Wagner, Karl-Heinz Witte)                     | 15:48,15   |
| 5     | OSC Berlin (Andreas Stoffer, Jan Hebecker, Michael Gottschalk, Thomas Stoffer)                  | 15:50,26   |
| 6     | SG Gomaringen-Pliezhausen (Filmon Ghirmai, Frank Hoffmeister, Kim Bauermeister, Heiko Striegel) | 15:56,34   |
| 7     | LG Olympia Dortmund (Pierre Ayadi, Jens Wilky, Lars Hunold, Ansgar Lenfers)                     | 15:56,34   |
| 8     | LG Bäderkreis (Falko Sprenger, Alexander Skrzos, Jan Mende, Frank Bruder)                       | 15:58,39   |

Datum: 28. Juni
fand in Berlin im Rahmen der Deutschen Jugendmeisterschaften statt

### 20-km-Gehen
| Platz | Athlet, Verein                          | Zeit (h) |
| ----- | --------------------------------------- | -------- |
| 1     | Andreas Erm (LAC Halensee Berlin)       | 1:23:22  |
| 2     | Robert Ihly (LG Offenburg)              | 1:23:59  |
| 3     | André Höhne (Berliner SC)               | 1:25:04  |
| 4     | Axel Noack (OSC Berlin)                 | 1:25,50  |
| 5     | Denis Trautmann (LGV Gleina)            | 1:25:57  |
| 6     | Andreas Höntsch (TSV Dresden)           | 1:27:23  |
| 7     | Sten Reichel (TSV Dresden)              | 1:28:00  |
| 8     | Denis Franke (LAC Quelle Fürth/München) | 1:28:57  |

Datum: 3. Juli

### 20-km-Gehen, Mannschaftswertung
| Platz | Verein, Besetzung                                                          | Zeit (h) |
| ----- | -------------------------------------------------------------------------- | -------- |
| 1     | LAC Quelle Fürth/München (Denis Franke, Peter Zanner, Ralf Rose)           | 4:33:29  |
| 2     | TSV Dresden (Andreas Höntsch, Sten Reichel, Jean Hoffmann)                 | 4:36:12  |
| 3     | Berliner SC (André Höhne, Volker Umlauft, Carsten Muschalle)               | 4:46:05  |
| 4     | OSC Berlin (Axel Noack, Volkmar Scholz, Reiner Offel)                      | 4:48:56  |
| 5     | LAC Quelle Fürth/München (Michael Lohse, Hardy Koschollek, Alfons Schwarz) | 5:01:58  |

Datum: 3. Juli
nur 5 Mannschaften in der Wertung

### 50-km-Gehen
| Platz | Athlet, Verein                           | Zeit (h) |
| ----- | ---------------------------------------- | -------- |
| 1     | Robert Ihly (LG Offenburg)               | 3:52:39  |
| 2     | Axel Noack (OSC Berlin)                  | 3:53:19  |
| 3     | Denis Trautmann (LGV Gleina)             | 3:55:02  |
| 4     | Peter Zanner (LAC Quelle Fürth/München)  | 3:55:54  |
| 5     | Denis Franke (LAC Quelle Fürth/München)  | 3:57:01  |
| 6     | Marino Grandi (LGV Gleina)               | 3:57:53  |
| 7     | Andreas Höntsch (TSV Dresden)            | 4:06:24  |
| 8     | Michael Lohse (LAC Quelle Fürth/München) | 4:15:16  |

Datum: 23. Mai
fand in Naumburg (Saale) statt
Mit sechs Athleten unter der 4-Stunden-Marke gab es hier ein sehr erfreuliches Ergebnis. 

### 50-km-Gehen, Mannschaftswertung
| Platz | Verein, Besetzung                                                    | Zeit (h) |
| ----- | -------------------------------------------------------------------- | -------- |
| 1     | LAC Quelle Fürth/München (Peter Zanner, Denis Franke, Michael Lohse) | 12:08:11 |
| 2     | LGV Gleina (Denis Trautmann, Marino Grandi, Mike Trautmann)          | 12:12:14 |

Datum: 23. Mai
fand in Naumburg (Saale) statt
nur 2 Mannschaften in der Wertung

### Hochsprung
| Platz | Athlet, Verein                             | Höhe (m) |
| ----- | ------------------------------------------ | -------- |
| 1     | Martin Buß (OSC Berlin)                    | 2,30     |
| 2     | Wolfgang Kreißig (MTG Mannheim)            | 2,18     |
| 3     | Kristofer Lamos (LG Frankfurt)             | 2,14     |
| 4     | Christian Rhoden (TSV Bayer 04 Leverkusen) | 2,14     |
| 5     | Jochen Schmälzle (TG Heilbronn)            | 2,14     |
| 6     | Roman Fricke (LAC Halensee Berlin)         | 2,10     |
| 7     | Lars Helbig (LG Maulbronn)                 | 2,05     |
| 7     | Torsten Marschner (LG Frankfurt)           | 2,05     |
| 7     | Sven Otto (LC Cottbus)                     | 2,05     |
| 7     | Rainer Schubert (TV 1884 Marktheidenfeld)  | 2,05     |

Datum: 5. Juli

### Stabhochsprung
| Platz | Athlet, Verein                                     | Höhe (m) |
| ----- | -------------------------------------------------- | -------- |
| 1     | Tim Lobinger (LT DSHS Köln)                        | 5,92     |
| 2     | Danny Ecker (TSV Bayer 04 Leverkusen)              | 5,80     |
| 3     | Andrei Tivontschik (LAZ Zweibrücken)               | 5,60     |
| 4     | Michael Stolle (TSV Bayer 04 Leverkusen)           | 5,40     |
| 5     | Richard Spiegelburg (LAV Bayer Uerdingen/Dormagen) | 5,40     |
| 6     | Michael Kühnke (TSV Bayer 04 Leverkusen)           | 5,20     |
| 6     | Georgi Wassilew (OSC Berlin)                       | 5,20     |
| 8     | Christof Groß (TSV Bayer 04 Leverkusen)            | 5,00     |
| 8     | Marc Osenberg (TSV Bayer 04 Leverkusen)            | 5,00     |

Datum: 11. Juli
Der Wettbewerb konnte wegen der schlechten Wetterbedingungen in Berlin nicht wie geplant stattfinden und wurde deshalb am nächst folgenden Wochenende in Nürnberg ausgetragen.

### Weitsprung
| Platz | Athlet, Verein                                  | Weite (m) |
| ----- | ----------------------------------------------- | --------- |
| 1     | Konstantin Krause (LG Ohra Hörselgas)           | 7,93      |
| 2     | Kofi Amoah Prah (LAC Halensee Berlin)           | 7,87      |
| 3     | Thorsten Heide (TK Hannover)                    | 7,73      |
| 4     | Matthias Eifert (LG Salamander Kornwestheim)    | 7,55      |
| 5     | Torsten Baum (TK Hannover)                      | 7,47      |
| 6     | Michael Hessek (SV Saar 05 Saarbrücken)         | 7,46      |
| 7     | Hans-Ulrich Mayer (MTG Mannheim)                | 7,41      |
| 8     | Manfred Bauche (LG Bonn-Troisdorf-Niederkassel) | 7,24      |

Datum: 4. Juli

### Dreisprung
| Platz | Athlet, Verein                                 | Weite (m) |
| ----- | ---------------------------------------------- | --------- |
| 1     | Charles Friedek (TSV Bayer 04 Leverkusen)      | 17,27     |
| 2     | Hrvoje Verzi (TV Wattenscheid 01)              | 16,72     |
| 3     | Thomas Moede (Berliner LG Ost)                 | 16,25     |
| 4     | Volker Mai (SC Neubrandenburg)                 | 16,13     |
| 5     | Karsten Richter (LAV Bayer Uerdingen/Dormagen) | 16,06     |
| 6     | Jens Schweitzer (Eintracht Frankfurt)          | 16,03     |
| 7     | Tobias Pöss (LAC Quelle Fürth/München)         | 15,79     |
| 8     | Alexander Schmidt (Erfurter LAC)               | 15,06     |

Datum: 5. Juli

### Kugelstoßen
| Platz | Athlet, Verein                                | Weite (m) |
| ----- | --------------------------------------------- | --------- |
| 1     | Oliver-Sven Buder (TV Wattenscheid)           | 20,15     |
| 2     | Oliver Dück (LAC Quelle Fürth/München)        | 19,89     |
| 3     | Michael Mertens (LG Göttingen)                | 19,19     |
| 4     | Detlef Bock (SCC Berlin)                      | 18,61     |
| 5     | Gunnar Pfingsten (MTG Mannheim)               | 18,49     |
| 6     | Dirk Urban (LG Wedel-Pinneberg)               | 18,45     |
| 7     | René Sack (LAZ Leipzig)                       | 18,38     |
| 8     | Andreas Deuschle (LG Salamander Kornwestheim) | 17,99     |

Datum: 4. Juli

### Diskuswurf
| Platz | Athlet, Verein                             | Weite (m) |
| ----- | ------------------------------------------ | --------- |
| 1     | Lars Riedel (LAC Erdgas Chemnitz)          | 65,42     |
| 2     | Jürgen Schult (Schweriner SC)              | 63,58     |
| 3     | Andreas Seelig (USC Mainz)                 | 61,86     |
| 4     | Michael Möllenbeck (SC Magdeburg)          | 60,39     |
| 5     | Tolga Köseoglu (SG Ludwigsburg)            | 59,37     |
| 6     | Olaf Többen (LAV Bayer Uerdingen/Dormagen) | 58,96     |
| 7     | Alexander Forst (TV Wattenscheid 01)       | 58,27     |
| 8     | Markus Tschiers (LAC Quelle Fürth/München) | 58,18     |

Datum: 4. Juli

### Hammerwurf
| Platz | Athlet, Verein                               | Weite (m) |
| ----- | -------------------------------------------- | --------- |
| 1     | Heinz Weis (TSV Bayer 04 Leverkusen)         | 79,74     |
| 2     | Karsten Kobs (LG Olympia Dortmund)           | 78,67     |
| 3     | Holger Klose (Eintracht Frankfurt)           | 76,97     |
| 4     | Claus Dethloff (TSV Bayer 04 Leverkusen)     | 73,12     |
| 5     | Markus Esser (TSV Bayer 04 Leverkusen)       | 70,96     |
| 6     | Alexander Sporrer (LAC Quelle Fürth/München) | 70,70     |
| 7     | Ralf Jossa (SV Herzberg)                     | 69,83     |
| 8     | Kay Maybach (TSV Bayer 04 Leverkusen)        | 69,03     |

Datum: 4. Juli

### Speerwurf
| Platz | Athlet, Verein                                | Weite (m) |
| ----- | --------------------------------------------- | --------- |
| 1     | Boris Henry (SV Saar 05 Saarbrücken)          | 88,62     |
| 2     | Raymond Hecht (SC Magdeburg)                  | 87,03     |
| 3     | Peter Blank (Eintracht Frankfurt)             | 83,38     |
| 4     | Andreas Linden (LAV Bayer Uerdingen/Dormagen) | 81,74     |
| 5     | Christian Fusenig (SV Saar 05 Saarbrücken)    | 76,25     |
| 6     | Manuel Nau (VfV Spandau)                      | 74,28     |
| 7     | Peter Esenwein (LG Salamander Kornwestheim)   | 73,98     |
| 8     | Peter Mühleis (TS Göppingen)                  | 73,86     |

Datum: 4. Juli

### Zehnkampf
| Platz | Athlet, Verein                                  | Leistung (Pkte) |
| ----- | ----------------------------------------------- | --------------- |
| 1     | Dirk-Achim Pajonk (TSV Bayer 04 Leverkusen)     | 7859            |
| 2     | Robert Jung (LG Ratio Münster)                  | 7761            |
| 3     | Florian Schönbeck (LG Domspitzmilch Regensburg) | 7626            |
| 4     | Gerald Bayer (LAC Quelle Fürth/München)         | 7446            |
| 5     | Georg Zwirner (TSV Bayer 04 Leverkusen)         | 7371            |
| 6     | Jörg Goedicke (OSC Berlin)                      | 7346            |
| 7     | Lars Knut (TSV Bayer 04 Leverkusen)             | 7291            |
| 8     | Matthias Koppen (ASC Darmstadt)                 | 7183            |

Datum: 29./30. August
fand in Vaterstetten statt

### Zehnkampf, Mannschaftswertung
| Platz | Verein, Besetzung                                                              | Leistung (Pkte) |
| ----- | ------------------------------------------------------------------------------ | --------------- |
| 1     | TSV Bayer 04 Leverkusen (Dirk-Achim Pajonk, Sascha Gelling, Georg Zwirner)     | 22.759          |
| 2     | OSC Berlin I (David Mewes, Jörg Goedicke, Axel Sacharowitz)                    | 22.527          |
| 3     | LG Domspitzmilch Regensburg (Florian Schönbeck, Wolfgang Hübl, Gregor Neumann) | 21.836          |
| 4     | OSC Berlin II (Christian Haase, Jochen Kohlhaas, Fabian Sacharowitz)           | 20.233          |

Datum: 29./30. August
fand in Vaterstetten statt
nur 4 Mannschaften in der Wertung

### CrosslaufMittelstrecke –3,5 km
| Platz | Athlet, Verein                               | Zeit (min) |
| ----- | -------------------------------------------- | ---------- |
| 1     | Rainer Wachenbrunner (LG Nike Berlin)        | 10:23      |
| 2     | Michael Gottschalk (OSC Berlin)              | 10:24      |
| 3     | Oliver Grund (Eintracht Frankfurt)           | 10:25      |
| 4     | Michael Völker (Eintracht Frankfurt)         | 10:25      |
| 5     | Darko Leo (LAC Quelle Fürth/München)         | 10:34      |
| 6     | Torsten Kallweit (LAC Veltins Hochsauerland) | 10:35      |
| 7     | Klaus Klein (LAZ Zweibrücken)                | 10:41      |
| 8     | Carsten Schütz (TV Wattenscheid 01)          | 10:43      |

Datum: 28. November
fand auf der Insel Usedom statt

### CrosslaufMittelstrecke –3,5 km, Mannschaftswertung
| Platz | Verein, Besetzung                                                             | Platzziffer |
| ----- | ----------------------------------------------------------------------------- | ----------- |
| 1     | Eintracht Frankfurt (Oliver Grund, Michael Völker, Daniel Meggert)            | 041         |
| 2     | SSV Ulm 1846 (Stephan Ziefle, Alexander Hefele, Urs Laubender)                | 054         |
| 3     | LG Olympia Dortmund (Ansgar Lenfers, Jens Wilky, Carsten Hilleringmann)       | 060         |
| 4     | ART Düsseldorf (Mark Blockhaus, Jens Bergmann, Dominik Fuhrmann)              | 061         |
| 5     | OSC Berlin (Michael Gottschalk, Thomas Stoffer, Pöch)                         | 065         |
| 6     | LG Nord Berlin (Markus Behnke, Nils Behrendt, Jonas Stifel)                   | 075         |
| 7     | TSV Friedberg-Fauerbach (Matthias Straßner, Richard Negele, Carsten Freymann) | 102         |
| 8     | Potsdamer LC (Beyer, Matthess, Rainer Sudau)                                  | 117         |

Datum: 28. November
fand auf der Insel Usedom statt

### CrosslaufLangstrecke –10,0 km
| Platz | Athlet, Verein                          | Zeit (min) |
| ----- | --------------------------------------- | ---------- |
| 1     | Christian Fischer (Korschenbroicher LC) | 29:46      |
| 2     | Damian Kallabis (SCC Berlin)            | 30:09      |
| 3     | Michael Loth (LSG Saarbrücken)          | 30:17      |
| 4     | Robert Langfeld (Korschenbroicher LC)   | 30:24      |
| 5     | Stéphane Franke (SCC Berlin)            | 30:36      |
| 6     | Sebastian Bürklein (TV Wattenscheid 01) | 30:41      |
| 7     | Daniel Lenz (LG Weinstadt)              | 30:47      |
| 8     | Jirka Arnd (SCC Berlin)                 | 30:49      |

Datum: 28. November
fand auf der Insel Usedom statt

### CrosslaufLangstrecke –10,0 km, Mannschaftswertung
| Platz | Verein, Besetzung                                                          | Platzziffer |
| ----- | -------------------------------------------------------------------------- | ----------- |
| 1     | SCC Berlin (Damian Kallabis, Stéphane Franke, Jirka Arndt)                 | 015         |
| 2     | Korschenbroicher LC (Christian Fischer, Robert Langfeld, Holger Ahrenberg) | 015         |
| 3     | LG Braunschweig (Jörn Wagner, Kai-Uwe Huth, Thorsten Witte)                | 056         |
| 4     | TSV Kirchdorf (Markus Pingpank, Heinrich Drees, Frank Mäusner)             | 068         |
| 5     | LSG Saarbrücken-Sulzbachtal (Michael Loth, Uwe Trampert, Martin Münnich)   | 086         |
| 6     | LG Ohra-Hörsel (Janke, Heisch, Gunnar Rethfeld)                            | 090         |
| 7     | LT Dorsten (Schäpke, Flieger, Kasimir)                                     | 108         |
| 8     | LAV Bayer Uerdingen/Dormagen (Seifert, Effert, Volland)                    | 108         |

Datum: 28. November
fand auf der Insel Usedom statt

### Berglauf–8,6 km
| Platz | Athlet, Verein                           | Zeit (min) |
| ----- | ---------------------------------------- | ---------- |
| 1     | Eckhard Wagner (SpVgg Mössingen)         | 48:38      |
| 2     | Dirk Debertin (SG Walldorf Astoria 1902) | 49:05      |
| 3     | Thomas Greger (ABC Ludwigshafen)         | 49:53      |
| 4     | Martin Echtler (TSV Peiting)             | 50:03      |
| 5     | Philipp Kehl (SVO Germaringen)           | 50:06      |
| 6     | Martin Sambale (SVO Germaringen)         | 50:12      |
| 7     | Walter Ernst (SVO Germaringen)           | 50:16      |
| 8     | Guido Dold (LT Furtwangen)               | 50:23      |

Datum: 21. Juni
fand in Oberstdorf statt

### Berglauf–8,6 km, Mannschaftswertung
| Platz | Verein, Besetzung                                                   | Platzziffer |
| ----- | ------------------------------------------------------------------- | ----------- |
| 1     | SVO Germaringen (Philipp Kehl, Martin Sambale, Walter Ernst)        | 018         |
| 2     | SSC Hanau-Rodenbach (Carsten Amdt, Frithjof Hersel, Thomas Seibert) | 064         |
| 3     | LAC Quelle Fürth/München (Haas, Werner, Theo Kiefner)               | 070         |
| 4     | SG Adelsberg (Lingg, Heiko Schinkitz, Andre Singer)                 | 073         |
| 5     | TSV Mindelheim (Thomas Langer, Peter Ahne, Roland Jesse)            | 087         |
| 6     | TSV Isny (Michael Lingg, Otto Hörmann, Michael Erlitz)              | 095         |
| 7     | SC Ainring (Stephan Tassani-Prell, Thomas Rein, Franz Waldhutter)   | 121         |
| 8     | LT Furtwangen (Guido Dold, Winfried Thurner, Matthias Strunz)       | 126         |

Datum: 21. Juni
fand in Oberstdorf statt

## Meisterschaftsresultate Frauen

### 100 m
| Platz | Athletin, Verein                         | Zeit (s) |
| ----- | ---------------------------------------- | -------- |
| 1     | Andrea Philipp (LG Olympia Dortmund)     | 11,24    |
| 2     | Melanie Paschke (TV Wattenscheid 01)     | 11,24    |
| 3     | Birgit Rockmeier (LAG Mittlere Isar)     | 11,57    |
| 4     | Gabi Rockmeier (LAG Mittlere Isar)       | 11,59    |
| 5     | Sabrina Mulrain (Rumelner TV)            | 11,66    |
| 6     | Alice Reuss (SG Gormaringen-Pliezhausen) | 11,75    |
| 7     | Ulrike Holzner (USC Mainz)               | 11,93    |
| 8     | Marion Wagner (USC Mainz)                | 12,00    |

Datum: 4. Juli
Wind: −0,5 m/s

### 200 m
| Platz | Athletin, Verein                     | Zeit (s) |
| ----- | ------------------------------------ | -------- |
| 1     | Melanie Paschke (TV Wattenscheid)    | 22,72    |
| 2     | Andrea Philipp (LG Olympia Dortmund) | 23,12    |
| 3     | Birgit Rockmeier (LAG Mittlere Isar) | 23,14    |
| 4     | Gabi Rockmeier (LAG Mittlere Isar)   | 23,16    |
| 5     | Nicole Marahrens (TV Stadtoldendorf) | 23,49    |
| 6     | Sabrina Mulrain (Rumelner TV)        | 23,66    |
| 7     | Nancy Kette (Erfurter LAC)           | 23,93    |
| 8     | Sandra Görigk (LT DSHS Köln)         | 24,18    |

Datum: 5. Juli
Wind: +1,4 m/s

### 400 m
| Platz | Athletin, Verein                        | Zeit (s) |
| ----- | --------------------------------------- | -------- |
| 1     | Uta Rohländer (SV Halle)                | 51,75    |
| 2     | Grit Breuer (SC Magdeburg)              | 51,78    |
| 3     | Anja Knippel (Erfurter LAC)             | 52,65    |
| 4     | Florence Ekpo-Umoh (USC Mainz)          | 52,69    |
| 5     | Anke Feller (TSV Bayer 04 Leverkusen)   | 53,55    |
| 6     | Martina Breu (LC Cottbus)               | 53,69    |
| 7     | Nicole Marahrens (TV Stadtoldendorf)    | 55,02    |
| 8     | Andrea Bornscheuer (TSG Gießen-Wieseck) | 55,29    |

Datum: 4. Juli

### 800 m
| Platz | Athletin, Verein                          | Zeit (min) |
| ----- | ----------------------------------------- | ---------- |
| 1     | Claudia Gesell (LAC Quelle Fürth/München) | 2:03,24    |
| 2     | Heike Meißner (LG Dresdner SC)            | 2:03,89    |
| 3     | Kathleen Friedrich (LAC Erdgas Chemnitz)  | 2:04,03    |
| 4     | Simone Beutelspacher (VfL Sindelfingen)   | 2:04,18    |
| 5     | Ivonne Teichmann (SC Magdeburg)           | 2:05,71    |
| 6     | Brit Brauer (LG Dresdner SC)              | 2:06,22    |
| 7     | Marlies Hartlieb (OSC Berlin)             | 2:06,45    |
| 8     | Jeannette Hoffmann (LG Nike Berlin)       | 2:08,15    |

Datum: 4. Juli

### 1500 m
| Platz | Athletin, Verein                           | Zeit (min) |
| ----- | ------------------------------------------ | ---------- |
| 1     | Kristina da Fonseca-Wollheim (SV Halle)    | 4:19,58    |
| 2     | Luminita Zaituc (LG Braunschweig)          | 4:21,32    |
| 3     | Doreen Walter (LAC Erdgas Chemnitz)        | 4:21,69    |
| 4     | Ursula Friedmann (LG Offenburg)            | 4:22,02    |
| 5     | Carmen Wüstenhagen (LG Nike Berlin)        | 4:22,79    |
| 6     | Michaela Möller (LG Ratio Münster)         | 4:25,21    |
| 7     | Steffi Kallensee (Eintracht Frankfurt)     | 4:26,85    |
| 8     | Kristina Heike Terheiden (LG Braunschweig) | 4:27,20    |

Datum: 5. Juli

### 5000 m
| Platz | Athletin, Verein                         | Zeit (min) |
| ----- | ---------------------------------------- | ---------- |
| 1     | Kristina da Fonseca-Wollheim (SV Halle)  | 15:28,65   |
| 2     | Irina Mikitenko (TV Gelnhausen)          | 15:32,45   |
| 3     | Luminita Zaituc (LG Braunschweig)        | 15:33,58   |
| 4     | Uta Pippig (LG Nike Berlin)              | 15:39,02   |
| 5     | Michaela Möller (LG Ratio Münster)       | 16:05,50   |
| 6     | Sylvia Nußbeck (TSV Bayer 04 Leverkusen) | 16:08,33   |
| 7     | Maren Östringer (TSG Wiesloch)           | 16:17,03   |
| 8     | Jana Franke (SCC Berlin)                 | 16:17,95   |

Datum: 4. Juli

### 10.000 m
| Platz | Athletin, Verein                               | Zeit (min) |
| ----- | ---------------------------------------------- | ---------- |
| 1     | Irina Mikitenko (TV Gelnhausen)                | 32:10,61   |
| 2     | Melanie Kraus (TSV Bayer 04 Leverkusen)        | 32:23,62   |
| 3     | Maren Östringer (TSG Wiesloch)                 | 33:42,62   |
| 4     | Tanja Ortega-Sawal (ASC Rosellen/Neuss)        | 34:14,20   |
| 5     | Johanna Baumgartner (LAC Quelle Fürth/München) | 34:19,52   |
| 6     | Sandra Riemann (SV Creaton Großengottern)      | 34:54,48   |
| 7     | Michaela Möller (LG Ratio Münster)             | 35:04,17   |
| 8     | Elisabeth Hanner (Moerser TV)                  | 35:07,82   |

Datum: 23. Mai
fand in Lindau (Bodensee) statt

### Halbmarathon
| Platz | Athletin, Verein                               | Zeit (h) |
| ----- | ---------------------------------------------- | -------- |
| 1     | Sonja Oberem (TSV Bayer Leverkusen)            | 1:11:57  |
| 2     | Maren Östringer (TSG Wiesloch)                 | 1:12:29  |
| 3     | Sandra Riemann (SV Creaton Großengottern)      | 1:13:58  |
| 4     | Sylvia Renz (LG Nike Berlin)                   | 1:14:37  |
| 5     | Tanja Ortega-Sawal (ASC Rosellen/Neuss)        | 1:15:56  |
| 6     | Petra Maak, geb. Sander (ASC Rosellen/Neuss)   | 1:15:47  |
| 7     | Johanna Baumgartner (LAC Quelle Fürth/München) | 1:16:32  |
| 8     | Dr. Ellen Schöner (SSV Ulm 1846)               | 1:17:22  |

Datum: 28. März
fand in Potsdam statt

### Halbmarathon, Mannschaftswertung
| Platz | Verein, Besetzung                                                                        | Zeit (h) |
| ----- | ---------------------------------------------------------------------------------------- | -------- |
| 1     | ASC Rosellen/Neuss (Tanja Ortega Sawal, Petra Maak – geb. Sander, Stefanie Soeder)       | 3:50:51  |
| 2     | LG Nike Berlin (Sylvia Renz, Anja Carlsohn, Birgit Sonntag)                              | 3:50:27  |
| 3     | LG Domspitzmilch Regensburg I (Katharina Kaufmann, Sophie Berkmiller, Andrea Scharrer)   | 4:01:39  |
| 4     | LAC Quelle Fürth/München (Johanna Baumgartner, Claudia Lenz, Ursula Schedel)             | 4:03:13  |
| 5     | LAV Tübingen (Andrea Thieken, Monika Simoneit, Ruth Masberg)                             | 4:06:50  |
| 6     | LG Bäderkreis (Katrin Engelen, Meike Häberle, Katja Rosenplänter)                        | 4:16:25  |
| 7     | OSC Berlin (Annette Wolfrom, Elke Barber, Will)                                          | 4:16:31  |
| 8     | LG Domspitzmilch Regensburg II (Franziska Bachhuber, Gaby Pfandorfer, Barbara Krauthahn) | 4:16:49  |

Datum: 28. März
fand in Potsdam statt

### Marathon
| Platz | Athletin, Verein                                 | Zeit (h) |
| ----- | ------------------------------------------------ | -------- |
| 1     | Claudia Dreher (TSV Bayer 04 Leverkusen)         | 2:32:35  |
| 2     | Sylvia Renz (LG Nike Berlin)                     | 2:33:17  |
| 3     | Birgit Jerschabek (ABC Ludwigshafen)             | 2:34:38  |
| 4     | Christina Mai (ASV Iserlohn)                     | 2:38:28  |
| 5     | Melanie Hohenester (LAG Mittlere Isar)           | 2:44:50  |
| 6     | Romy Lindner (LAC Erdgas Chemnitz)               | 2:47:47  |
| 7     | Rita Ehmann (SSV Heimbach-Weis)                  | 2:48:18  |
| 8     | Katharina Kaufmann (LG Domspitzmilch Regensburg) | 2:50:07  |

Datum: 25. Oktober
fand im Rahmen des Frankfurt-Marathons statt

### Marathon, Mannschaftswertung
| Platz | Verein, Besetzung                                                                  | Zeit (h) |
| ----- | ---------------------------------------------------------------------------------- | -------- |
| 1     | LG Domspitzmilch Regensburg I (Katharina Kaufmann, Sophie Berkmiller, Monika Hirt) | 8:32:08  |
| 2     | LG Domspitzmilch Regensburg II (Gaby Pfandorfer, Andrea Scharrer, Conny Bihl)      | 9:13:14  |
| 3     | ASV Iserlohn (Christina Mai, Gisela Schneider-Endroweit, Vera Beutler-Gauglitz)    | 9:23:38  |
| 4     | LTF Marpingen I (Tanja Schäfer, Barbara Wirbel, Angelika Warken)                   | 9:29:20  |
| 5     | LTF Marpingen II (Claudia Buchinger, Klaudia Müller, Rita Brill)                   | 10:28:49 |

Datum: 25. Oktober
fand im Rahmen des Frankfurt-Marathons statt
Nach den damaligen Kriterien kamen nur 5 Mannschaften in die Wertung. Im Gegensatz zu vorher und später wieder nach 1999 wurden die Seniorinnen nicht gemeinsam mit der Hauptklasse gewertet. Aus dem Seniorinnenbereich kamen weitere Teams auf folgende Zeiten:
- LSF Münster 9:35:20 – das wäre in der Summe Platz 4
- TV Geiselhöring 9:41,20 – wäre Pl. 5
- TSV 1860 Hagen 10:07:57 – wäre Pl. 6
- Spiridon Frankfurt 10:10:02 – wäre Pl. 7.

### 100-km-Straßenlauf
| Platz | Athletin, Verein                         | Zeit (h) |
| ----- | ---------------------------------------- | -------- |
| 1     | Tanja Schäfer (LTF Marpingen)            | 7:45:39  |
| 2     | Ricarda Botzon (TSV Eintracht Hittfeld)  | 7:57:13  |
| 3     | Andrea Krajenski (SV Germania Helmstedt) | 8:19:27  |
| 4     | Ulrike Steeger (1. FC Spich)             | 8:25:17  |
| 5     | Ingeborg Brandts (MTV Leck von 1889)     | 8:41:50  |
| 6     | Katharina Janicke (SSC Hanau-Rodenbach)  | 8:42:24  |
| 7     | Antje Küpper (DLC Aachen)                | 8:51:48  |
| 8     | Ursula Schiweck (LAV Husum)              | 9:01:24  |

Datum: 12. September
Die 35-jährige Constanze Wagner (TV Rheinau), die das Rennen in 7:32:17 Stunden (deutsche Jahresbestleistung) eigentlich gewonnen hatte, wurde nur in ihrer Altersklasse als Siegerin gewertet, weil versäumt worden war, sie in der Hauptklasse als Teilnehmerin zu melden.
fand in Neuwittenbek bei Kiel statt

### 100-km-Straßenlauf, Mannschaftswertung
| Platz | Verein, Besetzung                                                            | Zeit (h) |
| ----- | ---------------------------------------------------------------------------- | -------- |
| 1     | SSC Hanau-Rodenbach (Katharina Janicke, Anke Drescher, Dr. Sabine Rielinger) | 29:02:01 |

Datum: 12. September
fand in Neuwittenbek bei Kiel statt
Dieser Wettbewerb ging nur inoffiziell in die Wertung ein, da nur ein Team mit mindestens drei Teilnehmerinnen ins Ziel kam.

### 100 m Hürden
| Platz | Athletin, Verein                           | Zeit (s) |
| ----- | ------------------------------------------ | -------- |
| 1     | Caren Sonn (MTG Mannheim)                  | 13,20    |
| 2     | Heike Blassneck (LAC Quelle Fürth/München) | 13,27    |
| 3     | Karin Specht (LAC Quelle Fürth/München)    | 13,44    |
| 4     | Ingeborg Leschnik (LT DSHS Köln)           | 13,45    |
| 5     | Mona Steigauf (USC Mainz)                  | 13,46    |
| 6     | Regina Ahlke (MTG Mannheim)                | 13,48    |
| 7     | Peggy Beer (LAC Halensee Berlin)           | 13,67    |
| 8     | Petra Franke (LAC Quelle Fürth/München)    | 13,71    |

Datum: 5. Juli
Wind: ±0,0 m/s

### 400 m Hürden
| Platz | Athletin, Verein                 | Zeit (s) |
| ----- | -------------------------------- | -------- |
| 1     | Silvia Rieger (SV Emden-Harsweg) | 55,58    |
| 2     | Gesine Schmidt (LG Braunschweig) | 56,80    |
| 3     | Ulrike Urbansky (SC Magdeburg)   | 56,83    |
| 4     | Karla Faulhaber (LG Dresdner SC) | 57,88    |
| 5     | Ulrike Ahlborn (TSG Bergedorf)   | 58,54    |
| 6     | Anja Höcke (LG Olympia Dortmund) | 58,72    |
| 7     | Anika Ahrens (Hamburger SV)      | 59,29    |
| 8     | Corinna Pape (ASV Köln)          | 59,61    |

Datum: 4. Juli

### 4 × 100 m Staffel
| Platz | Verein, Besetzung                                                                     | Zeit (s) |
| ----- | ------------------------------------------------------------------------------------- | -------- |
| 1     | LG Olympia Dortmund (Ulrike Breitbach, Birgit Brodbeck, Katja Seidel, Andrea Philipp) | 45,10    |
| 2     | USC Mainz (Florence Ekpo-Umoh, Ulrike Holzner, Mona Steigauf, Marion Wagner)          | 45,18    |
| 3     | LT DSHS Köln (Corinna Stühm, Sandra Görigk, Ingeborg Leschnik, Melanie Chrzan)        | 45,67    |
| 4     | LAC Quelle Fürth/München (Kerstin Popp, Karin Specht, Anja Wurm, Stefanie Metzger)    | 45,91    |
| 5     | MTV Ingolstadt (Mirjam Wallner, Nadine Weißmann, Andrea Seitz, Bianca Weißmann)       | 46,67    |
| 6     | TK Hanover (Christine Wabnitz, Karin Janke, Henrike Lenzen, Meyer)                    | 46,91    |
| 7     | OSC Berlin (Nadja Hack, Anja Schmitz, Jana Schönenberger, Katja Grun)                 | 47,06    |
| DNF   | SG Ludwigsburg (Marike Müller, Stefanie Pfeiffer, Schüle, Claudia Volk)               |          |

Datum: 4. Juli

### 4 × 400 m Staffel
| Platz | Verein, Besetzung                                                                          | Zeit (min) |
| ----- | ------------------------------------------------------------------------------------------ | ---------- |
| 1     | SC Magdeburg (Ivonne Teichmann, Ulrike Urbansky, Martina Hauke, Grit Breuer)               | 3:34,45    |
| 2     | TSV Bayer 04 Leverkusen (Aysel Kadioglu, Claudia Angerhausen, Linda Kisabaka, Anke Feller) | 3:35,61    |
| 3     | LG Dresdner SC (Susanne Merkel, Karla Faulhaber, Berit Bauer, Heike Meißner)               | 3:35,95    |
| 4     | Erfurter LAC (Ines Grahmann, Nancy Kette, Heike Drechsler – geb. Daute, Anja Knippel)      | 3:39,18    |
| 5     | USC Mainz (Andrea Luy, Mona Steigauf, Julia Wollstadt, Florence Ekpo-Umoh)                 | 3:40,12    |
| 6     | SV Emden-Harsweg (Silke Wollers, Hedda Jacob, Kristin Ringel, Silvia Rieger)               | 3:41,50    |
| 7     | OSC Berlin (Anja Schmitz, Nadja Hack, Marlies Hartlieb, Jana Schönenberger)                | 3:42,03    |
| 8     | ASV Köln (Maren Schott, Corinna Pape, Meike Flore, Wiebke Steffen)                         | 3:45,28    |

Datum: 5. Juli

### 3 × 800 m Staffel
| Platz | Verein, Besetzung                                                                 | Zeit (min) |
| ----- | --------------------------------------------------------------------------------- | ---------- |
| 1     | SC Magdeburg (Ulrike Urbansky, Martina Hauke, Ivonne Teichmann)                   | 6:18,65    |
| 2     | LAC Quelle Fürth/München (Daniela Struckmeyer, Monika Weilhammer, Claudia Gesell) | 6:24,43    |
| 3     | ASV Köln (Corinna Pape, Andrea Karhoff, Maren Schott)                             | 6:36,69    |
| 4     | TK Hannover (Imke Scheidt, Susanne Ritter, Krüger)                                | 6:44,56    |
| 5     | LG Göttingen (Dörte Schulze-Eichner, Antje Fenner, Julia Tietze)                  | 6:50,50    |
| 6     | LG Amper-Würm (Bianca Meyer, Claudia Metzger, Rahel Müller)                       | 6:52,32    |
| 7     | TSG Weinheim (Martina Geißler-Muck, Ursula Großmann, Eva Galitschke)              | 6:55,14    |
| 8     | TSV Crailsheim (Anke Maier, Astrid Wingler, Ariane Pakaki)                        | 6:57,00    |

Datum: 28. Juni
fand in Berlin im Rahmen der Deutschen Jugendmeisterschaften statt

### 10.000-m-Bahngehen
| Platz | Athletin, Verein                            | Zeit (min) |
| ----- | ------------------------------------------- | ---------- |
| 1     | Kathrin Boyde (USC Freiburg)                | 44:51,60   |
| 2     | Denise Friedenberger (SCC Berlin)           | 45:24,15   |
| 3     | Melanie Seeger (LG Potsdam Luftschiffhafen) | 46:19,21   |
| 4     | Gabriele Herold (LAZ Leipzig)               | 46:38,43   |
| 5     | Annett Amberg (LAZ Leipzig)                 | 47:49,77   |
| 6     | Nicole Best (TV Groß-Gerau)                 | 48:18,48   |
| 7     | Barbara Brandenburg (OFV Ostercappeln)      | 48:39,63   |
| 8     | Winnie Eckhardt (LAZ Leipzig)               | 49:46,63   |

Datum: 4. Juli
Das 10.000-m-Bahngehen löste bei den Frauen im Meisterschaftsprogramm das vorher ausgetragene Bahngehen über 5000 Meter ab.

### 20-km-Gehen
| Platz | Athletin, Verein                                   | Zeit (h) |
| ----- | -------------------------------------------------- | -------- |
| 1     | Denise Friedenberger (SCC Berlin)                  | 1:35:09  |
| 2     | Gabriele Herold (LAZ Leipzig)                      | 1:36:10  |
| 3     | Kathrin Boyde (USC Freiburg)                       | 1:37:41  |
| 4     | Annett Amberg (LAZ Leipzig)                        | 1:39:27  |
| 5     | Winnie Eckhardt (LAZ Leipzig)                      | 1:44:04  |
| 6     | Barbara Brandenburg (OFV Ostercappeln)             | 1:46:08  |
| 7     | Helge Will (OSC Berlin)                            | 1:50:23  |
| 8     | Aina Warnt-Mikrikow (LAV Bayer Uerdingen/Dormagen) | 1:55:09  |

Datum: 23. Mai
fand in Naumburg (Saale) statt
Das 20-km-Gehen löste bei den Frauen im Meisterschaftsprogramm das vorher ausgetragene Gehen über 10 Kilometer ab.

### 20-km-Gehen, Mannschaftswertung
| Platz | Verein, Besetzung                                                                 | Zeit (min) |
| ----- | --------------------------------------------------------------------------------- | ---------- |
| 1     | LAZ Leipzig (Gabriele Herold, Annett Amberg, Winnie Eckhardt)                     | 4:59:41    |
| 2     | Turnverein Hasse-Winterbek Kiel (Regina Meinlschmidt, Antje Kahr, Regine Broders) | 6:24:08    |

Datum: 28. Juni
nur 2 Mannschaften in der Wertung

### Hochsprung
| Platz | Athletin, Verein                             | Höhe (m) |
| ----- | -------------------------------------------- | -------- |
| 1     | Alina Astafei (MTG Mannheim)                 | 1,88     |
| 2     | Daniela Rath (TSV Bayer 04 Leverkusen)       | 1,88     |
| 3     | Kerstin Schlawitz (LG Dresdner SC)           | 1,82     |
| 4     | Birgit Kähler (LAV Bayer Uerdingen/Dormagen) | 1,78     |
| 5     | Manuela Aigner (LG Wedel-Pinneberg)          | 1,78     |
| 6     | Heike Balck (Schweriner SC)                  | 1,78     |
| 7     | Anja Hoppe (Barmer TV 1846 Wuppertal)        | 1,73     |
| 8     | Andrea Baumert (SCC Berlin)                  | 1,73     |
| 8     | Karin Specht (LAC Quelle Fürth/München)      | 1,73     |

Datum: 4. Juli

### Stabhochsprung
| Platz | Athletin, Verein                                         | Höhe (m) |
| ----- | -------------------------------------------------------- | -------- |
| 1     | Sabine Schulte (LG Bonn/Troisdorf/Niederkassel)          | 4,25     |
| 2     | Nicole Humbert, geb. Rieger (ASV Landau)                 | 4,20     |
| 3     | Annika Becker (LC Alheimer)                              | 4,15     |
| 4     | Daniela Köpernick (LAC Halensee Berlin)                  | 4,10     |
| 5     | Yvonne Buschbaum (Leichtathletik-Gemeinschaft Stuttgart) | 3,85     |
| 5     | Kristina Zeyhle (LG Ludwigsburg)                         | 3,85     |
| 7     | Rahel Riediger (TK Hannover)                             | 3,85     |
| 8     | Manuela Wustrack (OSC Berlin)                            | 3,70     |

Datum: 8. Juli
Der Wettbewerb konnte wegen der schlechten Wetterbedingungen in Berlin nicht wie geplant stattfinden und wurde deshalb am nächst folgenden Mittwoch bei einem Sportfest in Riesa ausgetragen.

### Weitsprung
| Platz | Athletin, Verein                           | Weite (m) |
| ----- | ------------------------------------------ | --------- |
| 1     | Heike Drechsler, geb. Daute (Erfurter LAC) | 6,94      |
| 2     | Susen Tiedtke (LAC Erdgas Chemnitz)        | 6,82      |
| 3     | Sofia Schulte (LAG Siegen)                 | 6,63      |
| 4     | Inga Leiwesmeier (LC Paderborn)            | 6,63      |
| 5     | Sabine Braun (TV Wattenscheid 01)          | 6,51      |
| 6     | Stephanie Hort (SV Saar 05 Saarbrücken)    | 6,41      |
| 7     | Ulrike Holzner (USC Mainz)                 | 6,36      |
| 8     | Anke Görge (TSV Eintracht Stadtallendorf)  | 6,19      |

Datum: 5. Juli

### Dreisprung
| Platz | Athletin, Verein                                    | Weite (m) |
| ----- | --------------------------------------------------- | --------- |
| 1     | Petra Lobinger, geb. Laux (TSV Bayer 04 Leverkusen) | 13,47     |
| 2     | Nkechi Madubuko (USC Mainz)                         | 13,20     |
| 3     | Tanja Borrmann (TSV Bayer 04 Leverkusen)            | 13,08     |
| 4     | Nicole Herschmann (OSC Berlin)                      | 13,01     |
| 5     | Tanja Umlauft (Berliner SC)                         | 12,97     |
| 6     | Ines Seeger (LG Nord Berlin)                        | 12,94     |
| 7     | Sandra Stube (Berliner SC)                          | 12,82     |
| 8     | Barbara Moldovan (USC Mainz)                        | 12,71     |

Datum: 4. Juli

### Kugelstoßen
| Platz | Athletin, Verein                               | Weite (m) |
| ----- | ---------------------------------------------- | --------- |
| 1     | Nadine Kleinert (SC Magdeburg)                 | 18,30     |
| 2     | Stephanie Storp (VfL Wolfsburg)                | 18,03     |
| 3     | Ines Wittich (TSV Bayer 04 Leverkusen)         | 17,36     |
| 4     | Nadine Banse (SC Neubrandenburg)               | 16,54     |
| 5     | Nadine Beckel (Schweriner SC)                  | 16,04     |
| 6     | Ilona Beyer (Schweriner SC)                    | 16,01     |
| 7     | Martina Greithanner (LAC Quelle Fürth/München) | 15,91     |
| 8     | Sandra Harms (LG Reinheim/Gr. Bieberau)        | 15,13     |

Datum: 5. Juli

### Diskuswurf
| Platz | Athletin, Verein                               | Weite (m) |
| ----- | ---------------------------------------------- | --------- |
| 1     | Franka Dietzsch (SC Neubrandenburg)            | 63,62     |
| 2     | Ilke Wyludda (LAC Chemnitz)                    | 61,01     |
| 3     | Anja Möllenbeck, geb. Gündler (SC Magdeburg)   | 57,06     |
| 4     | Jana Lauren-Gründler (SCC Berlin)              | 56,96     |
| 5     | Nadine Beckel (Schweriner SC)                  | 54,12     |
| 6     | Sabine Sievers (TSV Bayer 04 Leverkusen)       | 54,02     |
| 7     | Martina Greithanner (LAC Quelle Fürth/München) | 51,55     |
| 8     | Simone Schmitt (SG Ludwigsburg)                | 50,91     |

Datum: 4. Juli

### Hammerwurf
| Platz | Athletin, Verein                           | Weite (m) |
| ----- | ------------------------------------------ | --------- |
| 1     | Simone Mathes (TSV Bayer 04 Leverkusen)    | 64,87     |
| 2     | Kirsten Münchow (LAC Quelle Fürth/München) | 63,42     |
| 3     | Manuela Priemer (TB Jahn Wiesau)           | 61,23     |
| 4     | Bianca Achilles (TSV Bayer 04 Leverkusen)  | 60,99     |
| 5     | Andrea Bunjes (SV Holtland)                | 60,53     |
| 6     | Inga Beyer (USC Mainz)                     | 59,22     |
| 7     | Susanne Keil (Eintracht Frankfurt)         | 58,43     |
| 8     | Betina Gabler (LG München)                 | 54,29     |

Datum: 5. Juli

### Speerwurf
| Platz | Athletin, Verein                        | Weite (m) |
| ----- | --------------------------------------- | --------- |
| 1     | Tanja Damaske (OSC Berlin)              | 70,10     |
| 2     | Steffi Nerius (TSV Bayer 04 Leverkusen) | 67,32     |
| 3     | Dörthe Barby (LG Karlsruhe)             | 63,63     |
| 4     | Karen Forkel (SV Halle)                 | 60,16     |
| 5     | Juliane Hoffmann (SV Halle)             | 57,16     |
| 6     | Silke Gast (LAC Quelle Fürth/München)   | 55,67     |
| 7     | Susann Mathies (SV Halle)               | 55,15     |
| 8     | Jana Woytkowska (SV Halle)              | 54,67     |

Datum: 5. Juli

### Siebenkampf
| Platz | Athletin, Verein                        | Leistung (Pkte) |
| ----- | --------------------------------------- | --------------- |
| 1     | Kathleen Gutjahr (SC Neubrandenburg)    | 6320            |
| 2     | Karin Specht (LAC Quelle Fürth/München) | 6285            |
| 3     | Astrid Retzke (SV Halle)                | 6254            |
| 4     | Mona Steigauf (USC Mainz)               | 6137            |
| 5     | Sabine Smieja (LG Sempt)                | 5824            |
| 6     | Ulrike Schlechtweg (TSG Gießen-Wieseck) | 5723            |
| 7     | Silke Knut (TSV Bayer 04 Leverkusen)    | 5618            |
| 8     | Ulrike Schroth (LG Staufen)             | 5451            |

Datum: 29./30. August
fand in Vaterstetten statt

### Siebenkampf, Mannschaftswertung
| Platz | Verein, Besetzung                                                       | Leistung (Pkte) |
| ----- | ----------------------------------------------------------------------- | --------------- |
| 1     | USC Mainz (Mona Steigauf, Ulrike Holzner, Birte Lux)                    | 16.361          |
| 2     | LG Sempt (Sabine Smieja, Katrein Schroeder, Christine Huber)            | 16.101          |
| 3     | TSG Gießen-Wieseck (Ulrike Schlechtweg, Frauke Platner, Daniela Müller) | 14.879          |
| 4     | Kieler TB (Tanja Gülzow, Wiebke Klauder, Uta Seidel)                    | 14.846          |
| 5     | LAC Saarlouis (Katrin Hoppstädter, Andrea Faust, Saskia Nicola)         | 14.309          |
| 6     | TSV Schwabmünchen (Barbara Meier, Johanna Dengg, Regina Glöckel)        | 13.186          |

Datum: 29./30. August
fand in Vaterstetten statt

### CrosslaufMittelstrecke –3,5 km
| Platz | Athletin, Verein                          | Zeit (min) |
| ----- | ----------------------------------------- | ---------- |
| 1     | Petra Wassiluk (ASC Darmstadt)            | 11:34      |
| 2     | Luminita Zaituc (LG Braunschweig)         | 11:36      |
| 3     | Marlies Hartlieb (OSC Berlin)             | 12:26      |
| 4     | Monika Liedtke (Berliner SV 1892)         | 12:29      |
| 5     | Michaela Seebahn (SC Empor Rostock)       | 12:33      |
| 6     | Andrea Karhoff (ASV Köln)                 | 12:41      |
| 7     | Christiane Soeder (ASV Köln)              | 12:42      |
| 8     | Carmen Siewert (SSV Grün-Weiß Greifswald) | 12:45      |

Datum: 28. November
fand auf der Insel Usedom statt

### CrosslaufMittelstrecke –3,5 km, Mannschaftswertung
| Platz | Verein, Besetzung                                                                | Platzziffer |
| ----- | -------------------------------------------------------------------------------- | ----------- |
| 1     | ASV Köln (Andrea Karhoff, Christiane Soeder, Astrid Osterburg)                   | 37          |
| 2     | ASC Rosellen/Neuss (Susanne Wildner, Schmidt, Ute Jenke)                         | 38          |
| 3     | LG Domspitzmilch Regensburg (Katharina Kaufmann, Sophie Berkmiller, Monika Hirt) | 41          |
| 4     | LG Braunschweig (Luminita Zaituc, Katrin Bröger, Irina Berenfeld)                | 51          |
| 5     | Post-Sport-Telekom Trier (Nicole Scholtes, Caroline de Corbier, Petra Kolz)      | 75          |

Datum: 28. November
fand auf der Insel Usedom statt
nur 5 Mannschaften in der Wertung

### CrosslaufLangstrecke –6,0 km
| Platz | Athletin, Verein                             | Zeit (min) |
| ----- | -------------------------------------------- | ---------- |
| 1     | Petra Wassiluk (ASC Darmstadt)               | 20:01      |
| 2     | Irina Mikitenko (TV Gelnhausen)              | 20:09      |
| 3     | Michaela Möller (LG Ratio Münster)           | 20:13      |
| 4     | Olga Bondarenko (SSV Ulm 1846)               | 20:25      |
| 5     | Petra Maak, geb. Sander (ASC Rosellen/Neuss) | 20:57      |
| 6     | Sandra Riemann (SV Creaton Großengottern)    | 21:03      |
| 7     | Tanja Ortega-Sawal (ASC Rosellen/Neuss)      | 21:09      |
| 8     | Dr. Ellen Schöner (SSV Ulm 1846)             | 21:12      |

Datum: 28. November
fand auf der Insel Usedom statt

### CrosslaufLangstrecke –6,0 km, Mannschaftswertung
| Platz | Verein, Besetzung                                                                  | Platzziffer |
| ----- | ---------------------------------------------------------------------------------- | ----------- |
| 1     | SSV Ulm 1846 (Olga Bondarenko, Dr. Ellen Schöner, Daniela Dressel)                 | 23          |
| 2     | ASC Rosellen/Neuss (Petra Maak – geb. Sander, Tanja Ortega-Sawal, Stefanie Soeder) | 27          |
| 3     | LG Domspitzmilch Regensburg (Sophie Berkmiller, Monika Hirt, Andrea Scharrer)      | 56          |
| 4     | Post-Sport-Telekom Trier (Monika Vieh, Caroline de Corbier, Elfi Dewald)           | 70          |

Datum: 28. November
fand auf der Insel Usedom statt
nur 4 Mannschaften in der Wertung

### Berglauf–8,6 km
| Platz | Athletin, Verein                                | Zeit (min) |
| ----- | ----------------------------------------------- | ---------- |
| 1     | Romy Lindner (LAC Erdgas Chemnitz)              | 57:30      |
| 2     | Johanna Baumgartner (LAC Quelle Fürth/München)  | 58:42      |
| 3     | Gudrun de Pay (TSV Trochtelfingen)              | 59:50      |
| 4     | Dr. Ellen Schöner (SSV Ulm 1846)                | 60:58      |
| 5     | Ute Haarmann (SG Wenden)                        | 62:09      |
| 6     | Sonja Ambrosy (LC Breisgau)                     | 63:28      |
| 7     | Sophie Berkmiller (LG Domspitzmilch Regensburg) | 63:47      |
| 8     | Andrea Scharrer (LG Domspitzmilch Regensburg)   | 63:57      |

Datum: 21. Juni
fand in Oberstdorf statt

### Berglauf–8,6 km, Mannschaftswertung
| Platz | Verein, Besetzung                                                                   | Platzziffer |
| ----- | ----------------------------------------------------------------------------------- | ----------- |
| 1     | LG Domspitzmilch Regensburg (Sophie Berkmiller, Andrea Scharrer, Barbara Krauthahn) | 36          |
| 2     | TSV Mindelheim (Anneliese Weber, Roswitha Kremser, Sabine Klein)                    | 66          |
| 3     | SC Rosellen/Neuss (Stefanie Soeder, Ute Jenke, Birgit Behrendt)                     | 69          |
| 4     | LAC Quelle Fürth/München (Johanna Baumgartner, Ursula Schedel, Silke Hennersdorf)   | 69          |
| 5     | LC Breisgau (Sonja Ambrosy, Monika Imgraben, Früchtenicht)                          | 69          |
| 6     | LAV SLC/STB Solingen (Elke Kramer, Wever, Ulrike Grote)                             | 91          |
| 7     | SSC Hanau-Rodenbach (Alexandra Bott, Gesa Körner, Melanie Balles)                   | 95          |

Datum: 21. Juni
fand in Oberstdorf statt
nur 7 Mannschaften in der Wertung